# 范荩
范荩（1899年—1938年10月），原名孟声，字致博，江西丰城人，中华民国陆军第198师少将副师长，为将骁勇。在武汉会战中为了掩护198师主力撤退，以劣势兵力与日军血战7天7夜，寡不敌众战死殉国，牺牲后被国民政府追赠陆军中将衔。

## 生平
1899年，范荩出生在江西丰城淘沙后纺村。少年时随父在家中读书，后入南昌二中求学，毕业后考入保定陆军军官学校第八期步兵科。1922年7月，范荩从保定陆军军官学校毕业后被分配到北洋军队任见习官，半年后升任排长。1924年11月，范荩只身南下投靠广州国民政府，在保定同窗的推荐下先后任黄埔军校第三期总队部教员、第七队少校队长，1926年调任步兵第2团第1营营长。在黄埔军校期间，范荩秘密的加入了中国共产党。
北伐战争开始后，范荩被调往野战部队，任第10师第30团团长，屡立战功。1927年8月1日，范荩响应中共的号召，密谋控制第10师投靠中共。时第10师师长蔡廷锴果断采取行动，拘禁了范荩，但并没有杀他，只是将其遣返乡里。1930年10月，张治中惜范荩才华，任命其为湖南省保安处人事科上校科长，在接下来的7年中，范荩为湖南地方保安部队的建设出力颇多。
七七事变后，湖南保安部队一部分补充到前线的野战部队，一部分编成新师准备参战。1938年1月，范荩调升为由湖南保安部队四个团新编而成的第198师少将副师长。198师初在南岳进行整顿，至武汉会战爆发时，被调往湖北参战，驻守蕲春，从北面拱卫武汉。1938年9月，日军陆军中将稻叶四郎指挥第6师团猛攻广济，198师调两个团前去增援，防守兵力更捉襟见肘。10月8日，日军第116师团第119旅团第120联队进攻蕲春，虽然范荩和师长王育瑛亲往一线督战鼓舞士气，但火力占优势的日军试图包围全歼198师，198师退往黄陂。在黄陂，范荩为了掩护主力部队撤退，以少量兵力吸引日军进攻，迷惑日军，在最后一战中舍生忘死，与日军激战7天7夜，24日黄昏时分中弹身亡。198师主力在师长王育瑛的带领下趁机突围，避免被日军团灭。